# Fuzz (singel)
Fuzz (ファズ , Fazzu?) är en singel av det japanska rockbandet MUCC. Den släpptes i Japan den 31 oktober 2007 i två utgåvor, varav den ena var begränsad och innehöll en bonus-DVD. "Fuzz" återfinns på ljudspåret till filmen Cloverfield och låten "Chain ring" användes som avslutningsmelodi till animen Zombie-Loan. Singeln innehåller också en liveversionen av "Mae he" från albumet Houmura uta från 2002. 
Under sin första försäljningsvecka nådde singeln plats 14 på den japanska försäljningstopplistan Oricon med 10 037 sålda exemplar. "Fuzz" släpptes 2008 på albumet Shion.

## Låtlista
1. "Fuzz" (ファズ)
2. "Chain ring" (チェインリング)
3. "Mae he Live ver. (2007/05/01 CLUB CITTA')" (前へ　Live ver. (2007/05/01　CLUB CITTA'))
4. "Fuzz electro cruisin' mix" (ファズ　electro cruisin' mix)

### Bonus-DVD
Endast med den begränsade utgåvan

"beyond 10th anniversary the brilliant" (speltid ca 13 min.)